# Alexander Bialasiewicz
Alexander Arthur Bialasiewicz (ur. 1956) – niemiecki okulista, chirurg witreoretinalny (szklistkowo-siatkówkowy), profesor uczelni niemieckich (1989-2001); profesor i szef katedry okulistyki na Uniwersytecie Sułtana Kabusa w Omanie (2001-2007) oraz profesor kliniki okulistyki szpitala Al-Ahli w Doha (od 2007).

## Życiorys
Medycynę studiował na Uniwersytecie Fryderyka i Aleksandra w Erlangen i Norymberdze w Erlangen, Uniwersytecie Johnsa Hopkinsa (USA) oraz na Uniwersytecie w Hanowerze, gdzie uzyskał dyplom z medycyny na podstawie pracy z endokrynologii molekularnej. Doktoryzował się na Uniwersytecie w Erlangen pracą z zakresu mikrobiologii. Posiada także dyplom MBA w obszarze zarządzania w sektorze ochrony zdrowia uzyskany w Walden University w Baltimore (USA). Okulistyczne staże doszkalające odbył na Uniwersytecie Ludwika i Maksymiliana w Monachium u prof. Anselma Kampika z zakresu schorzeń ciała szklistego i siatkówki, a także na Uniwersytecie w Erlangen u prof. G.O.H. Naumanna z zakresu schorzeń rogówki.
W okresie 1980–1982 pracował w szpitalu wojskowym w Hamburgu (w stopniu majora). Na Uniwersytecie w Erlangen pracował najpierw jako adiunkt (1987-1989), następnie profesor nadzwyczajny (1989-1996). Przez nieco ponad rok był profesorem nadzwyczajnym w katedrze okulistyki Uniwersytetu w Bonn (1989-1990), a następnie na Westfalskim Uniwersytecie Wilhelma w Münsterze (1991-1993). W 1993 rozpoczął pracę jako profesor i wiceszef laboratorium patologii okulistycznej szpitala uniwersyteckiego w Hamburgu. Od 1996 został zatrudniony dodatkowo jako profesor okulistyki na Uniwersytecie Hamburskim. W 2001 przeprowadził się do Omanu, gdzie do 2007 był profesorem i szefem katedry okulistyki na Uniwersytecie Sułtana Kabusa. Od 2007 pracuje jako profesor i konsultant (od grudnia 2009 – kierownik) w klinice okulistycznej szpitala Al-Ahli w Doha (Katar).
Autor i współautor artykułów publikowanych w wiodących recenzowanych czasopismach okulistycznych, m.in. w „Graefe's Archive for Clinical and Experimental Ophthalmology", „American Journal of Ophthalmology", „Der Ophthalmologe" oraz „Klinische Monatsblätter für Augenheilkunde".
Należy do Amerykańskiej Akademii Okulistyki.